# Vidor
Vidor – miejscowość i gmina we Włoszech, w regionie Wenecja Euganejska, w prowincji Treviso.
Według danych na rok 2004 gminę zamieszkiwały 3752 osoby, 277,5 os./km².

## Podział
Bosco, Colbertaldo